# 랑랑

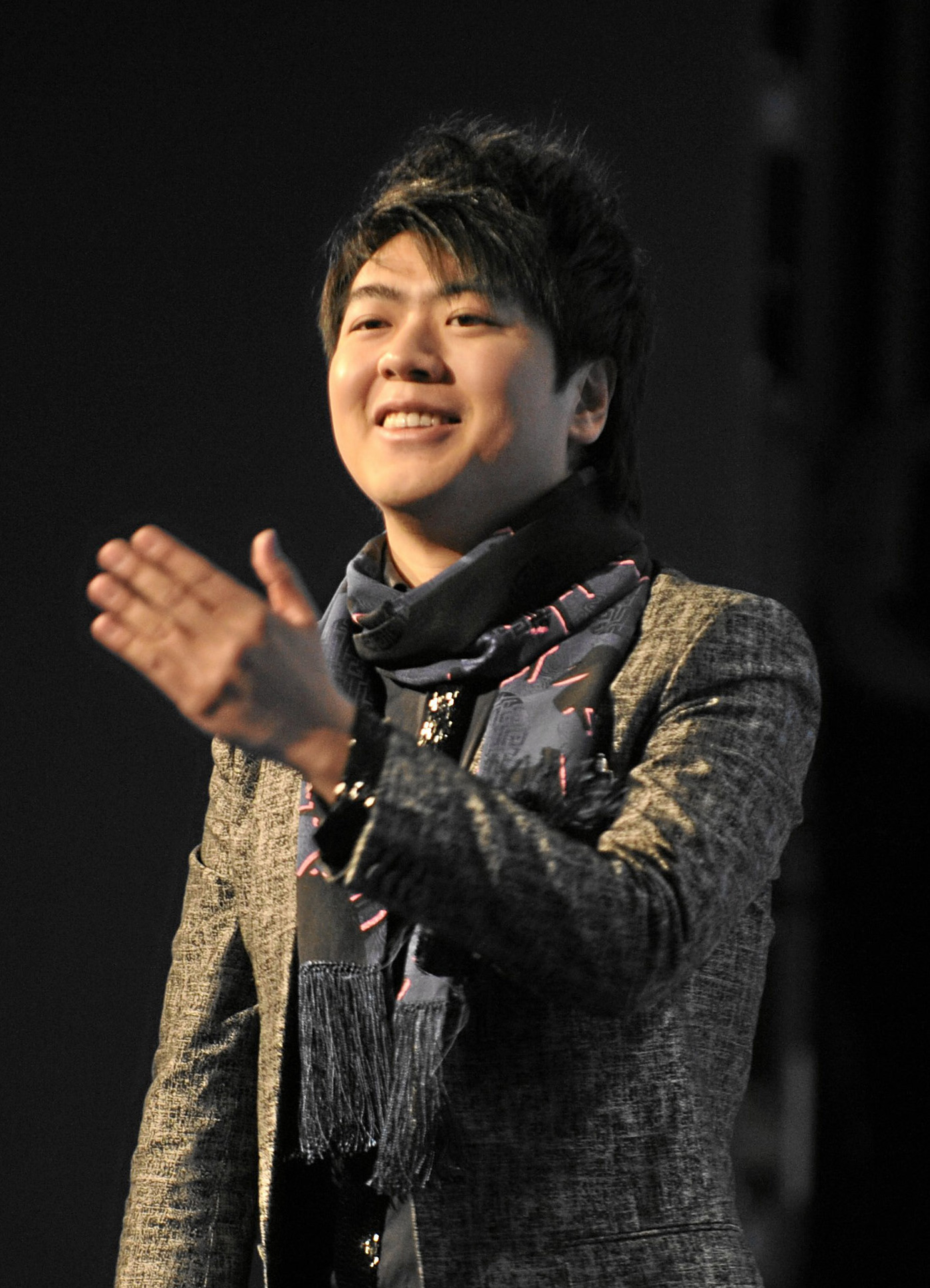
2010년 다보스에서 열린 세계 경제 포럼 연간 회의에서의 랑랑

랑랑(郞朗, Lang Lang, 1982년 6월 14일 ~ )은 중국 선양시에서 태어난 중국의 피아노 연주자이다. 만족 (满族)이다

## 생애
피아니스트 랑랑은 '중국의 모차르트'라고 불릴 정도로 많은 사랑을 받는 피아니스트이다. 얼후 연주자인 아버지와 공장 노무자인 어머니 사이에서 태어난 랑랑은 3세 때부터 센양 음악학교에서 피아노를 배우기 시작하여, 5세 때 센양 콩쿠르에서 우승하였다. 9세 때 베이징 중앙 음악원에 입학하였고, 이후 미국 커티스 음악원에서 게리 그래프먼을 사사하였다.
이후 그는 베이징 올림픽 개막식과 광저우 아시안 게임 개막식에서 피아노 연주를 선보였다.또한 2009년에는 노벨 평화상 수상식에 초청받아 버락 오바마 미국 대통령을 위한 축하 연주를 하기도 했다.
또한 랑랑은 '전 세계에서 가장 몸값이 비싼 피아니스트'로 수식되며 그 몸값은 1713억원이다. 랑랑은 중국을 넘어 전 세계가 인정한 피아니스트로 미국 시카고트리뷴 지의 ‘이 시대 가장 위대한 젊은 음악가’로 선정된 바 있다. 또 '세계를 움직이는 영 리더 20인’에 올랐다.

## 학력
- ~2011 왕립음악대학 명예박사, 커티스음악원

## 소속사
소니뮤직엔터테인먼트

## 수상
- 2017년 대서양협의회 세계시민상
- 2013년 제48회 골든 카메라 어워즈 국제최고음악상
- 1995년 차이코프스키 국제 영재 콩쿠르 우승, 제4회국제 영재 피아니스트 콩쿠르 우승, 제5회 싱하이 컵 피아노대회 우승
- 1987년 센양 피아노 콩쿠르 우승

## 경력
- 2013.10 유엔 평화대사
- 2008.10 랑랑 국제 음악 재단 설립
- 2004 유엔 어린이 재단 홍보대사

## 음반
- 2004년 《Live at Carnegie Hall Album》
- 2007년 《Beethoven:Piano Consertos Nos. 1 & 4》
- 2010년 《Best Of Lang Lang》
- 2013년 《Prokofiev : Piano Concerto No.3 / Bartok : Piano Concerto No.2》
- 2013년 《Lang Lang : The Romance Of Rachmaninov》
- 2014년 《Tchaikovsky / Rachmaninov : Piano Trios》
- 2014년 《The Mozart Album》
- 2014년 《Chopin : The Piano Concertos》
- 2022년 《The Disney Book》

## 랑랑과 한국의 화합
2016년 1월 8일 가수 비는 중국 선양 랴오닝체육관에서 열리는 ‘랑랑&프렌즈 스프링 뮤직 페스티벌’에서 랑랑의 피아노 연주에 맞춰 히트곡 ‘태양을 피하는 방법’을 선사하였다.